# Eugène Van Bemmel

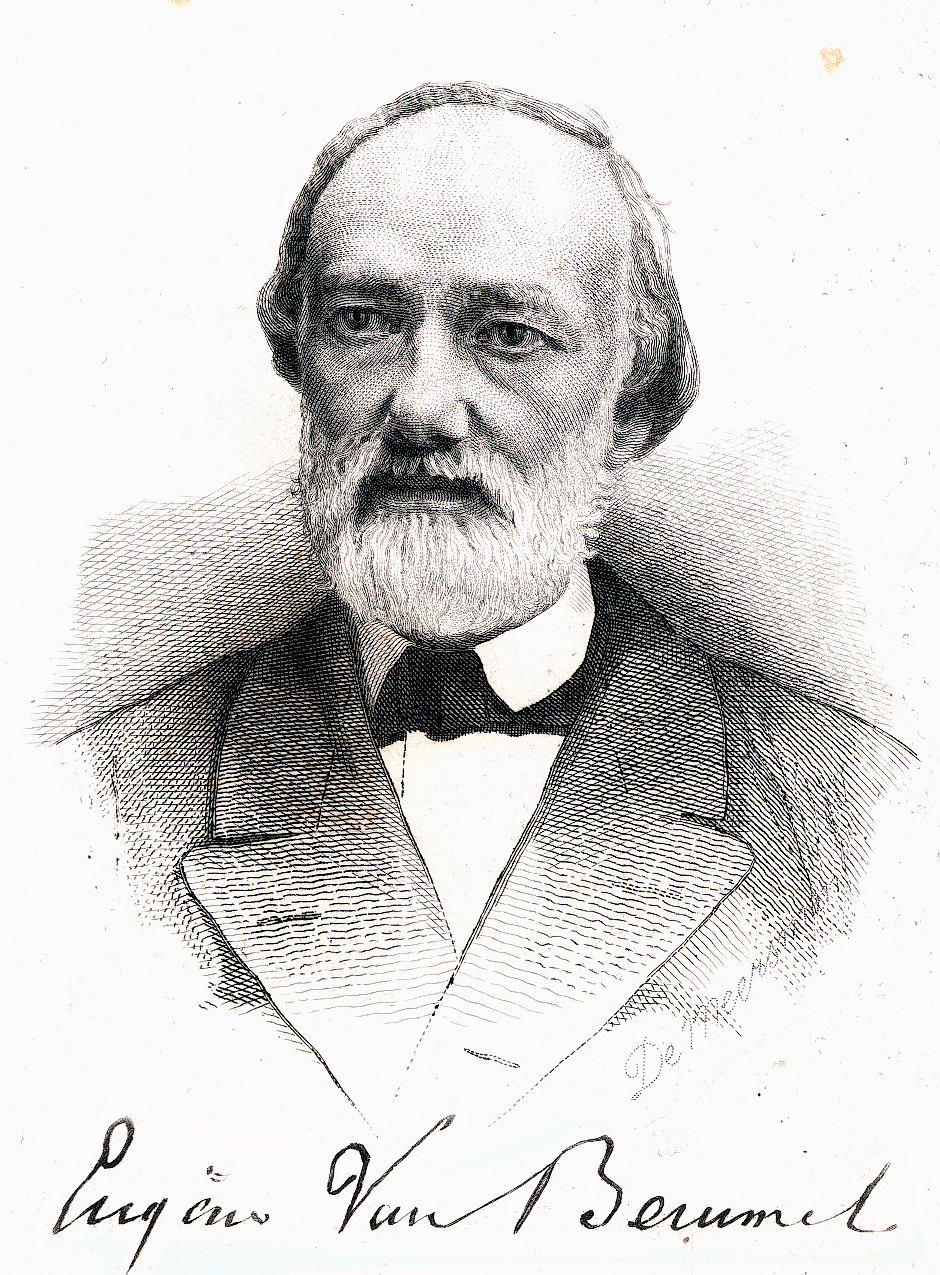
Eugène Van Bemmel

Eugène Paul Philippe Van Bemmel, född 16 april 1824 i Gent, död 19 augusti 1880 i Saint-Josse-ten-Noode, var en belgisk baron och skriftställare.
Bemmel blev 1849 professor i fransk litteratur vid universitetet i Bryssel och 1871 dess rektor. Han uppsatte 1854 tidskriften "Revue trimestrielle" och 1868 dess mer kända fortsättning "Revue de Belgique". Han var sekreterare i "Société des gens de lettres belges" samt medstiftare av det flamländska sällskapet "Vlamigen voruit" (1858), vars förste ordförande han blev.